# ターボル (チェコ)
ターボル（チェコ語: Tábor [ˈtaːbor]）はチェコの都市。南ボヘミア州に属する。15世紀前半のフス戦争に際して、神聖ローマ皇帝に反旗をひるがえした急進派が軍事拠点として建設した。

## 概要
ヴルタヴァ川の支流であるルジュニツェ川沿いの高台に建てられた。近隣の都市としては、約80キロメートル北のプラハ、50キロメートル南のチェスケー・ブジェヨヴィツェなどが挙げられる。
15世紀、神聖ローマ皇帝兼ボヘミア王ジギスムントに反旗をひるがえしたフス派の中でも急進的な勢力・ターボル派が、彼らの軍事拠点として建設した。そのため、軍事目的から複雑な路地が多く、敵の侵入に備えた都市計画がなされている。ヤン・ジシュカなど優れた軍事指導者が戦争経験の不足する農民などを巧みに訓練したため、幾度か皇帝軍にも勝利を収め、ターボル派の抵抗は続いた。しかし、ジギスムントとの和睦を画策する穏健派のウトラキストと対立し、1434年のリパニの戦いに敗れたターボル派は壊滅へと至り、まもなく都市もジギスムントの統制下におかれた。
19世紀にチェコで民族意識が高揚すると、フス戦争をチェコ人の民族闘争として解釈する動きが強まった。こうした中、チェコの音楽家であるベドルジハ・スメタナは、連作交響詩「わが祖国」の第5曲でターボルを扱っている。

## 姉妹都市
- コンスタンツ, ドイツ
- ドール (ジュラ), フランス
- オリンダ (カリフォルニア州), アメリカ合衆国
- ヴェルス, オーストリア
- シュコーフィア・ロカ, スロベニア